# Улица Павлова (Королёв)
Улица Павлова — улица в городе Королёв.

## История
Застройка улицы началась в 1964 году. Улица Павлова застроена 5-этажными кирпичными жилыми домами, левая часть улицы — частными гаражами.

## Трасса
Улица Павлова начинается от улицы Грабина и заканчивается на Болшевском шоссе.

## Организации
- дом 2: Операционная касса Сбербанка России, Почтовое отделение «Королёв-1», индекс 141071, Парикмахерская «Локон», Управление жилищных субсидий Администрации г. Королев
- дом 10: Поликлиническое отделение № 3 ЦГБ г. Королёва